# You Again
You Again (bra: Você de Novo; prt: Oh Não! Outra Vez Tu?) é um filme de comédia americano lançado em 2010 dirigido por Andy Fickman e escrito por Jelline Moe. Estrelado por Kristen Bell, Jamie Lee Curtis, Sigourney Weaver, Odette Yustman e Betty White.

## Elenco
- Kristen Bell como Marni Olivia Olsen
- Odette Yustman como Joanna "J-J" Clark
- Jamie Lee Curtis como Gail Byer Olsen
- Sigourney Weaver como Ramona "Mona" Clark
- Billy Unger como Ben Olsen
- James Wolk como William "Will" Olsen
- Victor Garber como Mark Olsen
- Betty White como Vovó Bunny Byer
- Sean Wing como Charlie Mason
- Kristin Chenoweth como Georgia King
- Kyle Bornheimer como Tim
- Christine Lakin como Taylor
- Meagan Holder como Kendall
- Patrick Duffy como Ritchie Phillips
- Cloris Leachman como Helen Sullivan (não creditada)
- Dwayne "The Rock" Johnson como Marechal do Ar (não creditado)
- Christine Lakin como Taylor
- Meagan Holder como Kendall
- Patrick Duffy como  Ritchie Phillips
- Reginald VelJohnson como Mason Dunlevy
- Staci Keanan como Dana
- Daryl Hall como ele mesmo
- John Oates como ele mesmo

## Música
- We Are the Champions - Queen
- Barracuda - Heart
- I'Il Go On - Brittany Burton
- Kiss on My List - Hall & Oates
- Full of U - Shaun Ruymen
- Pump It - The Black Eyed Peas
- Bounce with Me - Kreesha Turner
- Kiss Me - Sixpence None the Richer
- Toxic - Britney Spears
- What Is Love - Jackie Tohn
- Magic of Maui - Charles Brotman & Elmer Lim Jr.
- By the Time You Forget - Andy Suzuki
- Paris Without You - Perry Danos
- Dinner 4 Deux - Charles Blaker & Kevin Hiatt
- Jump - Ali Dee & the Deekompressors
- Every Woman in the World - Dominic Bugatti & Frank Musker
- We Are Family - Chic featuring Nile Rodgers
- Who's Sorry Now? - Connie Francis

## Recepção
You Again já recebeu opiniões negativas dos críticos, com Rotten Tomatoes dando-lhe um 17% de aprovação crítica. Stephen Holden, o crítico do The New York Times, escreveu que "não há uma gargalhada ao ser encontrado nesta rançosa, comédia de vingança misógina", declarando: "Como muitos filmes da Disney, 'You Again' exalta rasos, valores materialistas, então tenta camuflar seu conteúdo essencialmente venenoso com várias camadas de revestimento do açúcar e da reconciliação chorosa."